# Torneo WTA de San José 2022
El Silicon Valley Classic 2022 (también conocido como Mubadala Silicon Valley Classic por motivos de patrocinio) fue un torneo profesional de tenis que se jugó en canchas duras. Fue la 50.ª edición del torneo, y formó parte de los torneos WTA 500 del 2022. Tuvo lugar  la ciudad de San José, Estados Unidos entre el 1 de agosto y el 7 de agosto de 2022. Es el primer evento femenino del US Open Series 2022.

## Distribución de puntos
| Modalidad           | Campeona | Finalista | Semifinales | Cuartos de final | 3ª ronda | 2ª ronda | 1ª ronda | Clasificadas | 2ª ronda de clasificación | 1ª ronda de clasificación |
| Individual femenino | 470      | 305       | 185         | 100              | 55       | 30       | 1        | 25           | 13                        | 1                         |
| Dobles femenino     | 470      | 305       | 185         | 100              | -        | -        | 1        | -            | -                         | -                         |

## Cabezas de serie

### Individuales femenino
| Tenista           | Ranking | Preclasificada |
| Maria Sakkari     | 2       | 1              |
| Paula Badosa      | 4       | 2              |
| Ons Jabeur        | 5       | 3              |
| Aryna Sabalenka   | 6       | 4              |
| Garbiñe Muguruza  | 8       | 5              |
| Cori Gauff        | 11      | 6              |
| Daria Kasátkina   | 12      | 7              |
| Karolína Plíšková | 15      | 8              |

- Ranking del 25 de julio de 2022.

### Dobles femenino
| Tenista                           | Ranking | Preclasificadas |
| Veronika Kudermetova Shuai Zhang  | 7       | 1               |
| Gabriela Dabrowski Giuliana Olmos | 17      | 2               |
| Desirae Krawczyk Demi Schuurs     | 28      | 3               |
| Yifan Xu Zhaoxuan Yang            | 46      | 4               |

## Campeonas

### Individual femenino
Daria Kasátkina venció a  Shelby Rogers por 6-7(2), 6-1, 6-2

### Dobles femenino
Yifan Xu /  Zhaoxuan Yang vencieron a  Shuko Aoyama /  Hao-Ching Chan por 7-5, 6-0